# 东洲岛 (浙江省)
东洲岛，又名东洲、东洲沙，位于杭州市富阳区市区以东，属于东洲街道管辖范围，为富春江上最大的沙洲，北接东江嘴，西临钱塘江、富春江、浦阳江三江汇流之处，杭州绕城高速会经此处，体态狭长中间稍鼓，东西长约15公里，南北最宽处约5公里，状若雄鹰。此处曾发生过抗日战争中东洲岛保卫战，侵华日军在此佯攻以支持其南昌会战。岛上目前主要经营农家乐。:191